# Pocono Raceway

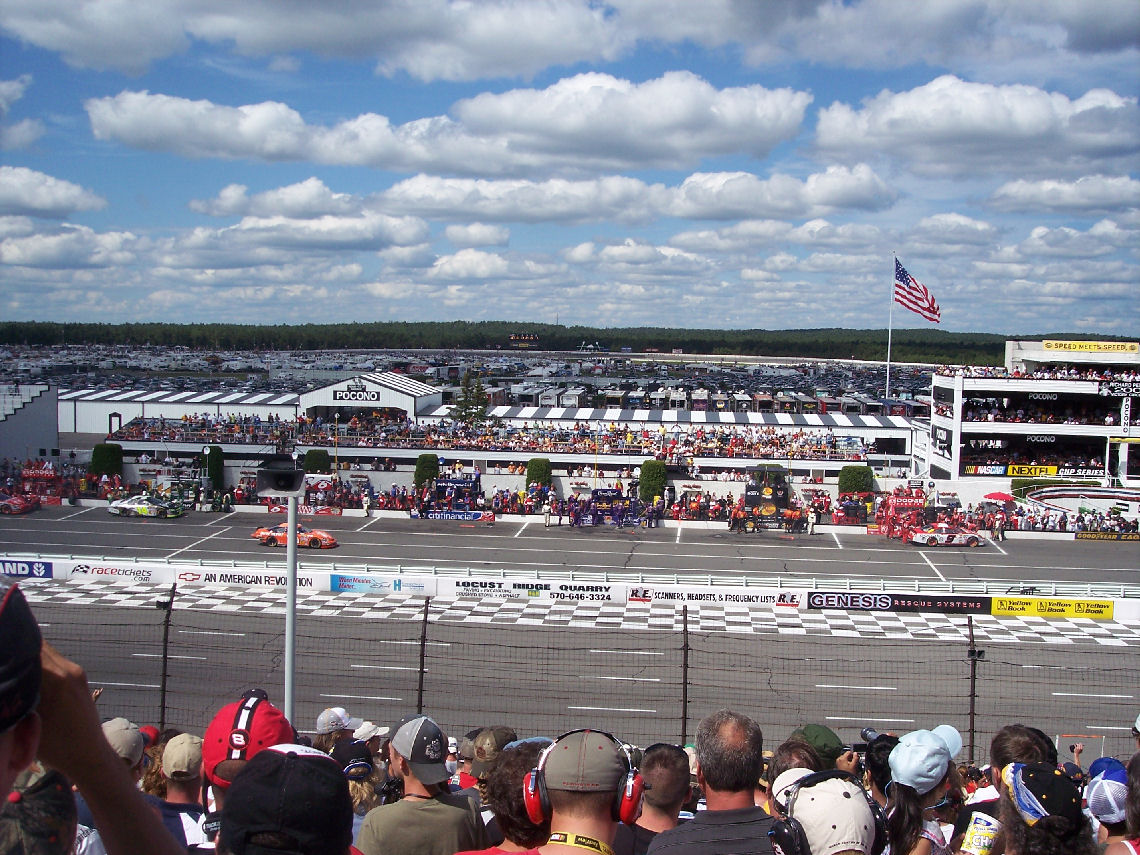
Pocono Raceway

Pocono Raceway (tidigare Pocono International Raceway) även kallad The Tricky Triangle,
är en racerbana av typen ovalbana belägen utanför Long Pond i Pennsylvania i USA. Banan är en så kallad superoval och är 2,5 miles lång (4,02 km). Den har en unik design, då den har tre distinkta kurvor som alla är helt olika. Kurva 1 är bankad till 14°, och är formad som en konventionell lång ovalkurva, men dock med en ganska distinkt vinkel, som sänker farterna. Kurva 2 är en modell av Indianapolis Motor Speedways kurvor med en nittiograderssväng och 9° banking. Kurva 3 är en lång svepande kurva, som leder ut på start- och målrakan, och är bara 6°. Den är det närmaste det kommer en hårnål av alla Nascar:s ovaler. De täta kurvorna gör att den är den långsammaste superovalen i världen, och inga restriktorplattor behövs användas i de två årliga tävlingarna i Nascar Cup Series. Läktarkapaciteten är relativt begränsad, och uppgår till 76 812 platser. Det gör att stora delar av banan är helt utan läktare, och alla sitter på start- och målrakan.

## Historia
Pocono Raceway byggdes 1971 och började snart att arrangera Indycar och CART. Det kördes totalt 19 Pocono 500 för formelbilar, innan CART strök banan från kalendern, då den ansågs för ojämn. Det första Nascar-racet hölls 1974, och Richard Petty vann tävlingen. Så småningom blev Pocono värd för två tävlingar, i juni och augusti varje år. På banan tog Bobby Allisons karriär slut 1988 efter en rejäl krasch, som orsakade hjärnskador på bland annat minnet. Banan har fått kritik av både fans och förare för att 500 miles är för långt för Nascar på banan, och många vill förkorta tävlingarna till 400 miles. [källa behövs]